# Hattendorf (Wüstung)
Hattendorf ist eine spätmittelalterliche Wüstung zwischen Breitungen und Agnesdorf im heutigen Landkreis Mansfeld-Südharz in Sachsen-Anhalt.

## Geschichte
1464 wird der Ort bereits als Wüstung bezeichnet. Graf Heinrich der Ältere zu Stolberg verlieh sie damals für treue Dienste seinem adligen Knappen Henning von Berckau auf Breitungen. Die Erwähnung eines Windischen Gasse in Hattendorf lässt auf einen Anteil an slawischen Siedlern schließen.
Lange Zeit erinnerte noch die Flurbezeichnung Hattendorfer Feld an die frühere Lage des Ortes Hattendorf.